# Білорус-Александровка
Білору́с-Алекса́ндровка (рос. Белорус-Александровка, башк. Белорус-Александровка) — присілок у складі Архангельського району Башкортостану, Росія. Входить до складу Липовської сільської ради.
Населення — 86 осіб (2010; 122 в 2002).
Національний склад:
- росіяни — 60 %